# João, o Diácono (cronista egípcio)
João, o Diácono foi um cronista egípcio de doutrina monofisista que escreveu a "Vida do Patriarca Miguel", terminada cerca de 768-70, a mais importante fonte para a Núbia cristã na primeira metade do século VIII. O historiador posterior Severo ibne Almocafa fez intensivo uso dela e, embora João seja uma das únicas fontes para aquela época e lugar, não é sempre que seu relato é confiável. Ele conta, por exemplo, sobre uma invasão núbia ao Egito que teria alcançado Fostate em 745 depois que os egípcios se recusaram a libertar o papa de Alexandria Miguel I de Alexandria. Este evento parece ser uma fusão de invasão real ao Alto Egito e a prisão e libertação do patriarca feita para coincidir com um período de revoltas coptas e de perseguições instigadas pelo califa omíada Maruane II. João é a única fonte a descrever as lutas dinásticas que se seguiram à morte, por volta de 730, de Mercúrio da Macúria, a quem ele chama de "novo Constantino". Ele é também a fonte mais antiga a mencionar treze reis reinando na Núbia sob o comando de Ciríaco da Macúria em Dongola Velha.
Finalmente, João é ainda a fonte mais antiga a tratar da tráfico de escravos árabe na África.